# Bruszturósza
Bruszturósza település Romániában, Bákó megyében.

## Fekvése
Magyarcsügéstől északkeletre, a Tatros völgyében, Palánka és Ágas közt fekvő település.

## Nevének eredete
Nevét a brusture (nagy bojtorján) szóból származónak tartják.

## Története
Bruszturósza a Tatros folyó menti, Bákótól délre eső csángó települések egyike.
A 18. században keletkezett a környékbeli településekkel együtt. A kárpátok hegyvidékein végbement etnikai keveredés Brusztúrószát is érintette. A 19. század közepén is jelentős számú beköltözés volt a településre.
Az itt élő csángók erősen archaikus nyelvet beszélnek. Népi kultúrájuk sok régi elemet őrzött meg. Lakossága székely eredetű.

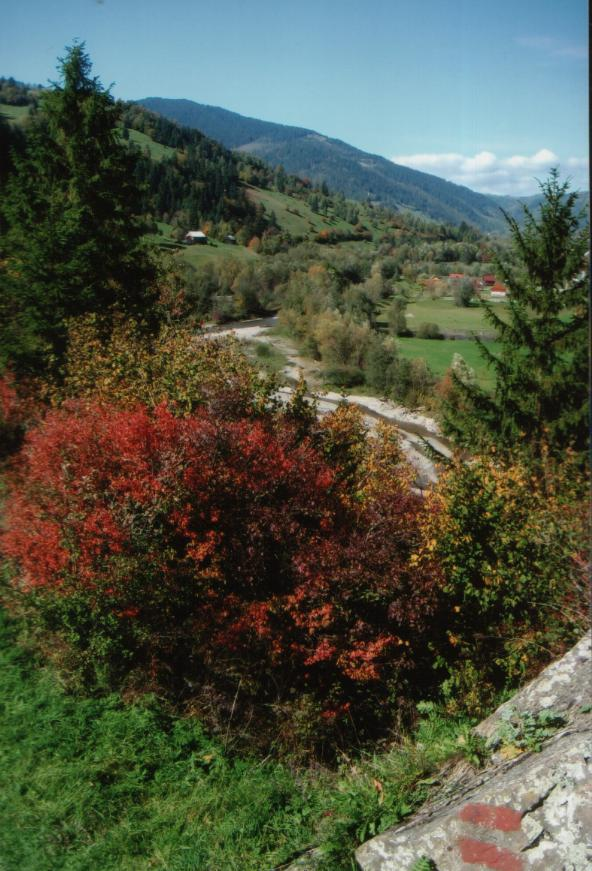
A Tatros folyó

1996-ban 3608 lakosa volt, melyből 746 római katolikus volt. Ebből 100 fő beszélt magyarul anyanyelvi szinten.